# Associació Suïssa de Futbol
L'Associació Suïssa de Futbol (en alemany Schweizerischer Fussballverband, SFV; en francès Association Suisse de Football, ASF; en italià Associazione Svizzera di Football, ASF; en romanx Associaziun Svizra da Ballape, ASB) és l'organisme encarregat de dirigir el futbol a Suïssa. Organitza la lliga suïssa de futbol, així com la selecció de futbol de Suïssa. Té la seu a Berna.
Va ser fundada el 1895, essent una de les primeres associacions futbolístiques fundades fora del Regne Unit. La SFV-ASF va ser membre fundador de la FIFA el 1904.

## Competicions
- Lliga suïssa de futbol
- Copa suïssa de futbol
- Copa de la Lliga suïssa de futbol
- Supercopa suïssa de futbol